# アルベール・フェール
アルベール・フェール (Albert Fert, フランス語: [albɛʁ fɛʁ]、1938年3月7日 - ) はフランスの物理学者。巨大磁気抵抗の発見者の一人であり、この発見はギガバイト単位のハードディスクの成功へつながった。現在はオルセーのパリ第11大学の教授であり、国立科学研究センター(CNRS)と電機メーカー・タレスグループの合同研究室の科学主任でもある。2007年にペーター・グリューンベルクとともにノーベル物理学賞を受賞した。

## 経歴
カルカッソンヌ出身。フェールは1962年、パリ高等師範学校を卒業した。1963年にパリ大学で修士号を取得し、1970年にはパリ第11大学でPh.D.を取得した。1988年にはフェールは巨大磁気抵抗効果(GMR)を鉄とクロムの多分子層で発見した。これはスピントロニクスの始まりと考えられている。GMRは同じ時に独立にユーリヒ研究所でペーター・グリューンベルクによって発見されている。1988年からアルベール・フェールはスピントロニクスの分野に貢献している。

## 受賞
- ジェームス・C・マックグラディ新材料賞(1994)
- フランス物理学会のGrand prix de physique Jean Ricard(1994)
- 国際純粋・応用物理学会連合の磁性賞(1994)
- EPS欧州物理学賞(1997)
- 国立科学研究センター金メダル(1997)
- ウルフ賞物理学部門(2006)
- トムソン・ロイター引用栄誉賞(2006)
- 日本国際賞(2007)[2]
- フランス科学アカデミー選出(2004)
- ノーベル物理学賞(2007)